# Masashi Motoyama
Masashi Motoyama (Kitakyushu, 20 de junho de 1979) é um futebolista profissional japonês, que atuava como meio campista.

## Carreira

### Kashima Antlers
Motoyama atuou no Higashi Fukuoka High School, as atuações no colégio foram observados por olheiros do Kashima Antlers, no rubro-negro começou a atuar em 1998, ganhando a J-League logo na primeira temporada.
Moto foi ganhando espaço em 1990, com mais partidas no clube, e se tornando parte vital da equipe nos 2000, com uma titularidade absoluta no meio-campo da equipe até 2009, neste interim conquistou o tricampeonato de 2007, 2008 e 2009
Mais experiente atuou 2015 no clube, ao se transferir ao clube da sua cidade natal, o Giravanz Kitakyushu.	No Kashima fez 365 partidas com 38 gols marcados.

## Títulos
Japão
- Mundial Sub-20 - 1999 (vice)
- Copa da Ásia (1): 2014

Kashima Antlers
- J. League 1 (6): 1998, 2000, 2001, 2007, 2008, 2009
- Copa do Imperador (2): 2000, 2007
- Copa da J. League (2): 2000, 2002
- Supercopa do Japão (1): 2009